# Horben
Horben est une commune allemande du Bade-Wurtemberg, située dans le district de Fribourg-en-Brisgau.

## Géographie
Horben se situe au sud de la ville de Fribourg-en-Brisgau et à l'est de la vallée de l'Hexental, sur un haut-plateau situé sur le flanc ouest du massif du Schauinsland.

## Infrastructures
Il est possible de relier le village d'Horben au sommet du Schauinsland grâce au Schauinslandbahn, la plus vieille remontée mécanique de type débrayable au monde. Inauguré en 1930, l'installation est longue de plus de 3,5 km.